# Linda Gustavson Nameth
Linda Gustavson Nameth, född 8 oktober 1947 i Jönköping, är en svensk konstnär.
Gustavson, som är dotter till dekoratör Karl-Olof Gustavson Koge och Esther Abrahamsson, studerade vid Gerlesborgsskolan 1964–1965, vid Konstfackskolan 1965–1968 och vid Kungliga Konsthögskolan 1968–1973. Hon har företagit studieresor till Nordamerika, Östafrika och Indien. Hon har hållit separatutställningar i bland annat Stockholm, Malmö och Jönköping och utfört offentliga utsmyckningar för bland annat Linköpings universitet och Jönköpings läns centrallasarett. Hon är representerad bland annat på Moderna museet, Statens konstråd samt Borås, Kalmar, Jönköpings och Malmö museer.